# Northern Premier League Division One South East
Northern Premier League Division One South East är den ena av två divisioner som ligger längst ned i den engelska fotbollsligan Northern Premier League. Den andra divisionen i ligan på samma nivå heter Northern Premier League Division One North West.
Divisionen skapades inför 2018/19 års säsong då de tidigare Northern Premier League Division One North och Northern Premier League Division One South ersattes av East och West Division. Inför säsongen 2019/20 bytte divisionen namn till Northern Premier League Division One South East.
Divisionen ligger på nivå åtta i Englands ligasystem för fotboll. Uppflyttning sker till Northern Premier League Premier Division och nedflyttning till olika lokala ligor.